# Bipolaris ovariicola
Bipolaris ovariicola är en svampart som beskrevs av Alcorn 1982. Bipolaris ovariicola ingår i släktet Bipolaris och familjen Pleosporaceae.   Inga underarter finns listade i Catalogue of Life.